# 佩塔夫猶太會堂

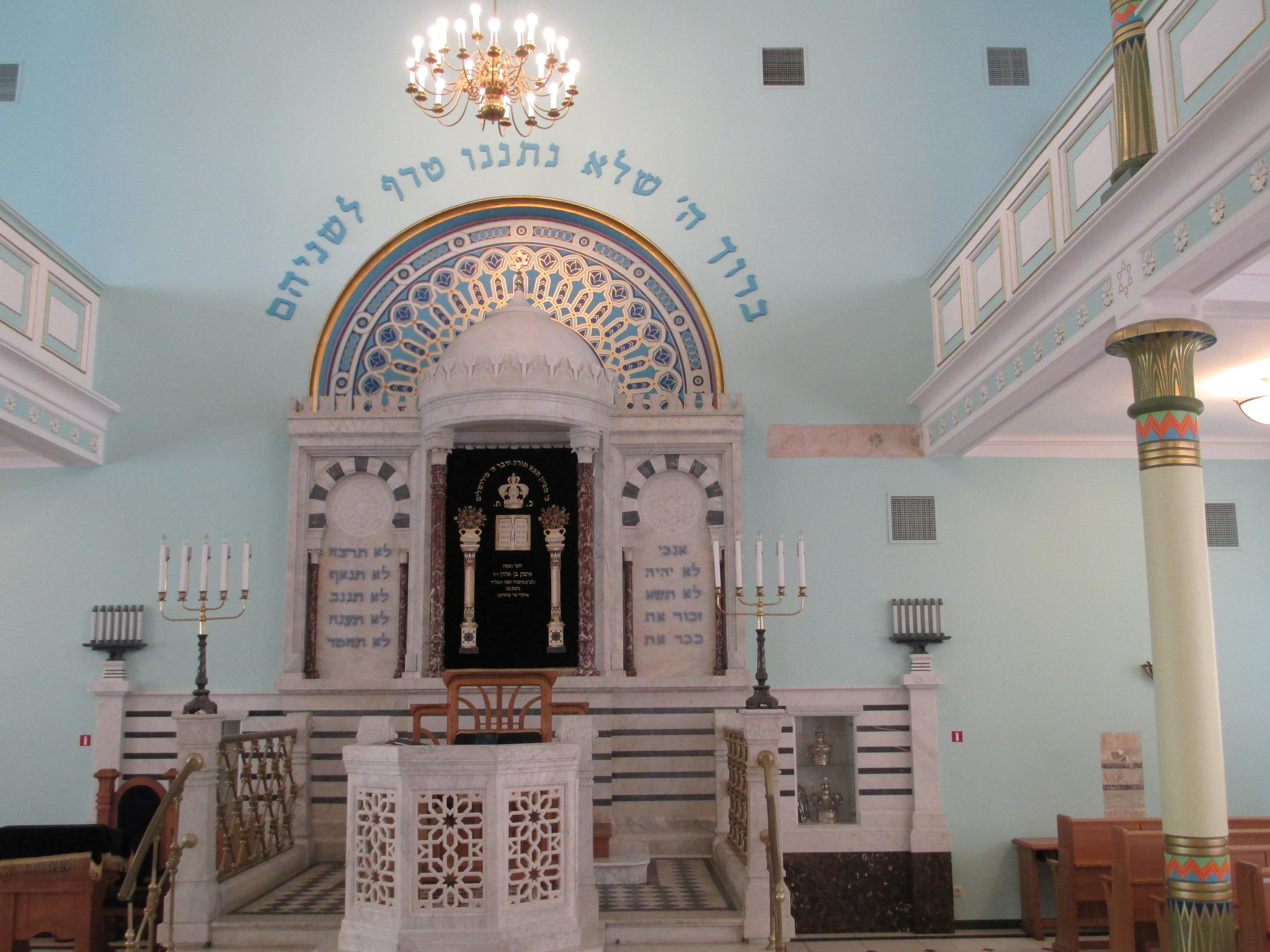
佩塔夫猶太會堂

佩塔夫猶太會堂（意第緒語：‎）是拉脫維亞首都里加唯一一座自猶太人大屠殺倖存和現仍活躍的猶太會堂，也是拉脫維亞猶太人的社區中心。佩塔夫猶太會堂興建於1903年至1905年。